# Albert Schweitzer
Albert Schweitzer (Kaysersberg, Alemanya, 14 de gener de 1875 - Lambaréné, Gabon, 4 de setembre de 1965) fou un teòleg, pacifista, metge i músic alsacià que desenvolupà gran part del seu treball a l'Àfrica. El 1952 fou recompensat amb el Premi Nobel de la Pau.

## Joventut
Schweitzer va néixer el 14 de gener de 1875 a la població de Kaysersberg, situada a la regió d'Alsàcia, quatre anys després de l'annexió d'Alsàcia per part de l'Imperi alemany després de la guerra francoprussiana. Fill d'un pastor, s'inicià en la música tocant l'orgue de l'església local.
Schweitzer va ser una personalitat polifacètica. Va fer estudis de teologia, música i medicina. Fou vicari de l'església de Sant Nicolau d'Estrasburg des del 1899 fins al 1912, també director de l'Institut Teològic del 1903 al 1916 i organista de la Societat J.S. Bach de París. És besoncle de l'actriu Sam Doumit.

## Treballs a l'Àfrica
Es doctorà en medicina el 1911 i decidí anar a viure a l'Àfrica com a missioner per a contribuir a millorar el nivell de salut de la gent d'aquest continent. A Lambaréné, a l'antiga zona francesa de l'Àfrica equatorial, va fundar un hospital amb el qual seria reconegut a escala mundial.
El fet que fos alsacià, aleshores ciutadà alemany, provocà que el 1914 fos deportat del Gabon per les autoritats franceses. El 1918, quan Alsàcia fou reincorporada a França, pogué tornar sense problemes. Però quan esclatà la Segona Guerra Mundial Alsàcia fou ocupada novament pels alemanys, i per això fou deportat novament del Gabon fins que acabà la guerra.
Schweitzer considerava el seu treball com el d'un missioner-metge a l'Àfrica que donava la seva resposta a la paraula de Jesús, en el sentit de ser "pescadors d'homes", però també com una petita recompensa històrica pels excessos dels colonitzadors europeus: "qui pot descriure la injustícia i les crueltats que en el curs de segles la gent de color han sofert en mans dels europeus?... Si es pogués realitzar una relació de tot l'esdevingut entre l'home blanc i les races de color, sorgiria un llibre amb nombroses pàgines que el lector hauria de deixar de llegir perquè el seu contingut seria massa horrible." [On the Edge of the Primeval Forest, pàg. 115].
Tres anys després del final de la Segona Guerra Mundial, el 1948, va tornar de nou a Europa i, mentre va poder, va continuar amb els seus viatges d'anada i tornada fins a la seva mort sobrevinguda a Lambaréné el 4 de setembre del 1965.

## Treballs mèdics i Premi Nobel de la Pau
Albert Schweitzer va passar la majoria de la seva vida a Lambaréné (Gabon). Després de finalitzar els estudis de medicina el 1913, es va traslladar fins allà amb la seva esposa per establir un hospital prop d'una missió ja existent. Va tractar i atendre milers de pacients. Va prendre al seu càrrec la cura de centenars de leprosos i va tractar moltes víctimes del mal africà malaltia de la son.
El 1914 començà la Primera Guerra Mundial i com a ciutadans alemanys en territori francès, Schweitzer i la seva esposa van ser fets captius i confinats temporalment a casa seva. El 1917 els van internar a Garaison, França, i el 1918 a la Província de Saint Remy. Allí va estudiar i va escriure tant com li va ser possible en la preparació, entre d'altres, del seu famós llibre Culture and Ethics (publicat el 1923). Al juliol de 1918 se li concedeix la llibertat, i mentre treballava com a auxiliar mèdic i ajudant de vicari a Estrasburg, va poder acabar el seu llibre. Amb el temps va començar a parlar i a donar conferències sobre les seves idees allà on el convidessin. No només desitjava que la seva filosofia de la cultura i l'ètica fossin extensament conegudes, també els utilitzà com a mitjà per recaptar fons per aixecar un hospital a Lambaréné, per al qual no va dubtar a posar diners propis.
El 1924 va tornar a Lambaréné, on va dirigir la reconstrucció del seu vell hospital, després de la qual cosa va reprendre les seves pràctiques mèdiques. Aviat va deixar de ser l'únic doctor de l'hospital, i sempre que li va ser possible va viatjar a Europa per donar conferències en diferents universitats. A poc a poc les seves opinions i conceptes es van anar reconeixent, no solament a Europa, sinó en tot el món.
El 1952 va rebre el Premi Nobel de la Pau i fou nomenat membre de l'Acadèmia de les Ciències Morals i Polítiques de París. A partir d'aquell any no va deixar de lluitar, juntament amb Albert Einstein i Bertrand Russell, contra les bombes i les proves nuclears realitzant conferències. Les despeses de l'Hospital fundat per ell les subvencionà gràcies a les conferències i a concerts de piano, alguns dels quals amb Pau Casals, realitzats a Europa.

## Teologia
Com a teòleg el seu primer treball important, pel qual va guanyar una gran reputació, fou l'obra The Quest of the *Historical Jesus (1906), en la qual va mostrar Jesucrist amb la passió de les seves pròpies conviccions respecte a la vida de Jesús. A la seva tesi doctoral Die psychiatrische Beurteilung Jesu (1913) va afirmar la salut mental de Jesús. Va establir la seva reputació com erudit del Nou Testament per altres estudis teològics, com El misticisme de Pau Apòstol (1930). En aquests estudis Schweitzer va examinar la creença de Sant Pau i del seu missatge en el Nou Testament.

## Música
Albert Schweitzer va ser en el seu moment un organista famós, molt interessat en la música de Johann Sebastian Bach. Junt amb el músic francès Gustave Bret (1875-1969), el 1904 fundà la Societat que porta el nom del gran mestre alemany. Va desenvolupar un estil d'interpretació simple que, segons el seu parer, era més proper al que Bach havia volgut compondre. Va basar la seva interpretació principalment en una nova valoració de les intencions religioses en l'obra de Bach. En el seu llibre Johann Sebastian Bach, l'última versió de la qual va acabar el 1908, va advocar per aquest nou estil, que ha tingut gran influència en la manera en la qual la música del compositor alemany s'està tractant en l'actualitat.

## Filosofia
La visió del món de Schweitzer estava basada en la seva idea de la Reverència per la vida, que va creure que va ser la seva major i més simple contribució a la humanitat. Opinava que la civilització occidental estava en decadència a causa d'un progressiu abandonament de les seves arrels ètiques, aquelles de l'afirmació de la vida.
La seva convicció més ferma era que el respecte per la vida és el principi més alt. En una manera similar d'exaltació de la vida a la del filòsof Friedrich Nietzsche. Schweitzer va seguir la mateixa línia de pensament que la del rus Lev Tolstoi. Hi ha també qui comparà la seva filosofia amb la de sant Francesc d'Assís, una comparació que ell no va rebutjar. A la seva obra Philosophy of Civilisation, capítol 26, va escriure:
La filosofia veritable ha de començar amb el fet més immediat i més comprensiu del sentit: "sóc la vida que desitjo viure, enmig de la vida que desitjo viure". La vida i l'amor en la seva opinió estan basats i segueixen el mateix principi: respecte per cada manifestació de la vida i una relació personal i espiritual cap a l'univers
L'ètica, segons Schweitzer, consisteix en l'obligació de demostrar que la voluntat de viure d'un mateix, i la de cada ésser, tenen la mateixa reverència del que és propi. En les circumstàncies on no puguem satisfer aquesta obligació, no devem caure en el derrotisme, ja que la voluntat de viure es renova una vegada i una altra, com a resultat d'una necessitat evolutiva i d'un fenomen amb dimensió espiritual. No obstant això, Schweitzer mateix va precisar, que no és impossible ni difícil passar una vida sense seguir aquest principi: la història de les filosofies i de les religions del món, demostren clarament molts casos de la negació del principi de la reverència per la vida. Assenyalava a la filosofia que va prevaler a l'edat mitjana a Europa i a la filosofia índia del bramanisme.
Des que venim al món, se'ns oferix un drama horrible: el fet que la voluntat de viure, vist com a suma de tot el que l'individu vol, es divideix contra si mateix. Una existència és enfrontada contra una altra, una destrueix a l'altra. Només mitjançant el pensament, l'ésser adquireix la voluntat de viure, sent conscient de la voluntat de viure de l'altre i del desig de solidaritat amb ell. Aquesta solidaritat, no obstant això, no es pot produir, atès que la vida humana no escapa al desconcert i a l'horrible circumstància d'haver de viure amb el cost d'altra vida. Però com ésser ètic, un s'esforça a escapar, sempre que sigui possible, d'aquesta necessitat i posar fi a aquesta desunió de la voluntat de viure, quan està dintre del seu poder.
Schweitzer va advocar pel concepte de la reverència per la vida extensament al llarg de tota la seva existència. La Il·lustració va disminuir i es va corrompre, sostenia Schweitzer, perquè no va ser un pou suficientment profund per al pensament, encara que es veiés obligat a seguir l'ètica per la vida. Per tant, ell mirava per un futur renovat i un nou Renaixement i Il·lustració més profunds de la humanitat (una opinió que ell va expressar en l'Epíleg de la seva obra Out of My Life and Thought). Albert Schweitzer va alimentar l'esperança en una humanitat més profundament conscient de la seva posició en l'univers. El seu optimisme es basava en la "creença en la veritat". "L'esperit generat per la concepció de la veritat és major que la força de les circumstàncies." Va accentuar persistentment la necessitat de pensar, més que en la simple actuació de seguir els propis impulsos o les opinions més esteses.
Mai per un moment posem a un costat la nostra desconfiança dels ideals establerts per la societat i de les conviccions que són guardades per ella. Sabem sempre que la societat està plena de bogeria i que ens enganyarà pel que fa a la consideració del significat de la humanitat […] la humanitat significa consideració per l'existència i per la felicitat de cadascun dels éssers humans

## Obres seleccionades
- Jean-Sébastien Bach, le musicien-poète (1905)
- Geschichte der Leben-Jesu-Forschung (Història de la investigació de la vida de Jesús, 1906)
- Die psychiatrische Beurteilung Jesu: Darstellung und Kritik (La valoració psiquiàtrica de Jesús: presentació i crítica, 1913)
- Zwischen Wasser und Urwald (Entre aigua i selva verge, 1921)
- Kulturphilosophie (Filosofia de la cultura 1923).

### Sobre ell
- Le grand blanc de Lambaréné (1995) «Enllaç»., del director camerunès Bassek ba Kobhio, és un film que presenta els vint-i-cinc darrers anys de la seva vida amb un cert to crític al seu paper colonialista i paternalista envers els africans.
- Lambarena - Bach to Africa. A tribut to Albert Schweitzer (1995), és un CD dels músics Hughes de Courson (francès) i Pierre-Claver Akendengué (gabonès) d'homenatge a Albert Schweitzer. És una barreja de música de Bach amb música tradicional del Gabon.